# Litauischer Schriftstellerverband
Der Litauische Schriftstellerverband (litauisch Lietuvos rašytojų sąjunga) ist die Interessenvertretung und ein  Verband professioneller Autoren bzw.   von Berufsschriftstellern in Litauen. Er hat seinen Sitz in der litauischen Hauptstadt Vilnius. Mit 100+ Mitgliedern ist er der größte Bundesverband für Autoren. Er vergibt jedes Jahr den Preis für eine hochwertige literarische Arbeit. Der Verband hat eine Abteilung in Kaunas, Club sowie eigenen Verlag. Die älteste litauische Schriftsteller-Organisation wurde als Lietuvos meno kūrėjų draugijos Literatų sekcija 1920 errichtet. Anfang der 1930er Jahre hatte Ignas Šeinius die Leitung inne. 2017 beschäftigte der Verband 13 Mitarbeiter.

## Leitung
- 1944–1945  Kostas Korsakas
- 1945–1947  Petras Cvirka
- 1947–1954  Jonas Šimkus
- 1954–1959  Antanas Venclova
- 1959–1970  Eduardas Mieželaitis
- 1970–1975  Alfonsas Bieliauskas
- 1975–1988  Alfonsas Maldonis
- 1988–1994  Vytautas Martinkus
- 1994–2002  Valentinas Sventickas
- 2002–2010  Jonas Liniauskas
- seit 2011: Antanas A. Jonynas